# Jelena Cvetković
Jelena Cvetković (serbisch-kyrillisch Јелена Цветковић; * 5. Dezember 1991 in Leskovac) ist eine serbische Fußballschiedsrichterin.
Seit 2019 steht sie auf der Liste der FIFA-Schiedsrichter und leitet internationale Fußballpartien. Seit der Saison 2023/24 zählt sie zur Gruppe der UEFA-Elite-Schiedsrichterinnen.
Im Dezember 2021 leitete Cvetković mit der Partie Juventus Turin gegen Servette FC Chênois Féminin (4:0) erstmals ein Spiel in der Women’s Champions League.
Cvetković leitete Spiele in der Qualifikation zur Europameisterschaft 2022 (drei Spiele), in der europäischen WM-Qualifikation für die Weltmeisterschaft 2023 (drei Spiele) sowie beim Arnold Clark Cup 2023. Auch bei der U-19-Europameisterschaft 2023 in Belgien im Juli 2023 ist sie als Schiedsrichterin im Einsatz.